# Doc Gynéco
Pour les articles homonymes, voir Doc.
Doc Gynéco, de son vrai nom Bruno Beausir, né le 10 mai 1974 à Clichy, dans les Hauts-de-Seine, est un rappeur, chanteur (auteur-compositeur-interprète) et producteur français. Il est dans une moindre mesure directeur artistique, chroniqueur de télévision et comédien.
Après avoir été membre du groupe Ministère A.M.E.R., c’est en 1996 que son premier album est publié sous le titre Première consultation, chez Virgin. La plupart des chansons sont enregistrées avec des musiciens à Los Angeles. L’album récolte un gros succès commercial : un million de copies en sont vendues. Parmi les titres les plus diffusés figurent Viens voir le docteur, Nirvana, Vanessa, Passement de jambes et Né ici. En 1998, Doc Gynéco est nommé aux Victoires de la musique dans la catégorie « Révélation ». La même année, il publie une compilation intitulée Liaisons dangereuses, qui a pour ambition de réunir des célèbres artistes de la chanson française comme Catherine Ringer ou Renaud, avec des rappeurs encore méconnus du grand public. Avec ce disque, il est nommé aux Victoires de la musique dans la catégorie « Album rap/reggae ou groove », en 2000.
C’est finalement cinq ans après son premier album que sort le deuxième qui a pour nom Quality Street. Enregistré à Londres, le disque se veut plus intimiste et de tendance plus « variété ». En 2002, il reprend le chemin des studios pour réaliser l’album Solitaire qui sort avec la complicité de Mathieu Chédid et de Stomy Bugsy entre autres, récompensé en 2003 de la victoire du « Meilleur album rap/hip hop de l’année » aux Victoires de la musique. Cette année-là, il fait ses premiers pas de comédien au cinéma dans le film français Gomez et Tavarès. Il compose aussi la musique du film Taxi 3 de Luc Besson. Toujours en 2003, une compilation intitulée Menu Best Of reprend tous les grands succès du rappeur, accompagné de trois chansons inédites.
En 2006, pour ses dix ans de carrière, il publie un double album où l'un est intitulé Un homme nature et l'autre, Doc Gynéco enregistre au quartier. Au même moment est publiée son autobiographie Un homme nature : Ma vie, ma philosophie. En 2007, il publie son livre Les grands esprits se rencontrent, accompagné d'un disque constitué de trois nouvelles chansons, dans lequel il fait part de ses relations avec Nicolas Sarkozy, qu'il a soutenu lors de l'élection présidentielle française de 2007, ce qui lui a valu de perdre une large partie de son public. En 2008, Doc Gynéco sort l’album Peace Maker, après lequel le rappeur se retire un temps de la musique pour se consacrer à d'autres activités, comme le théâtre, où il figure en 2009 dans la pièce Le siècle sera féminin ou ne sera pas, et se fait depuis de plus en plus discret dans les médias.
En septembre 2012, son album Première consultation arrive à la première place d'un classement réalisé par Olivier Cachin et publié par le magazine Les Inrockuptibles des « 10 meilleurs albums de rap français de tous les temps.
En 2015, à l'occasion du 20e anniversaire de la sortie de son premier album, le Doc annonce une réédition ainsi que deux concerts à l’Olympia de Paris les 25 et 26 mai 2016 et une tournée en France, passant par le Zenith de Paris. Des spectacles pour lesquels les réservations affichent rapidement complet, en quelques heures, et qui semblent réellement motiver l’artiste à travailler sur un véritable nouvel album. Mercury Music y prête attention et lui propose de signer un contrat. Ce disque arrive finalement en avril 2018, après dix ans d'absence, et a pour titre 1.000%. C'est la même année, que le collectif Secteur Ä, dont faisait partie Doc Gynéco, célèbre les vingt ans de leurs concerts emblématiques du 22 et 23 mai 1998 à l'Olympia. Pour l'occasion, le collectif se reforme pour une tournée événement à succès dans toute la France, notamment à l'AccorHotels Arena à Paris.
En mars 2019, selon un classement effectué par Stéphane Fortems, rédacteur en chef du média Le Rap en France, Doc Gynéco figure parmi les 15 plus gros vendeurs de rap en France depuis l'année 1995.

## Biographie

### Enfance

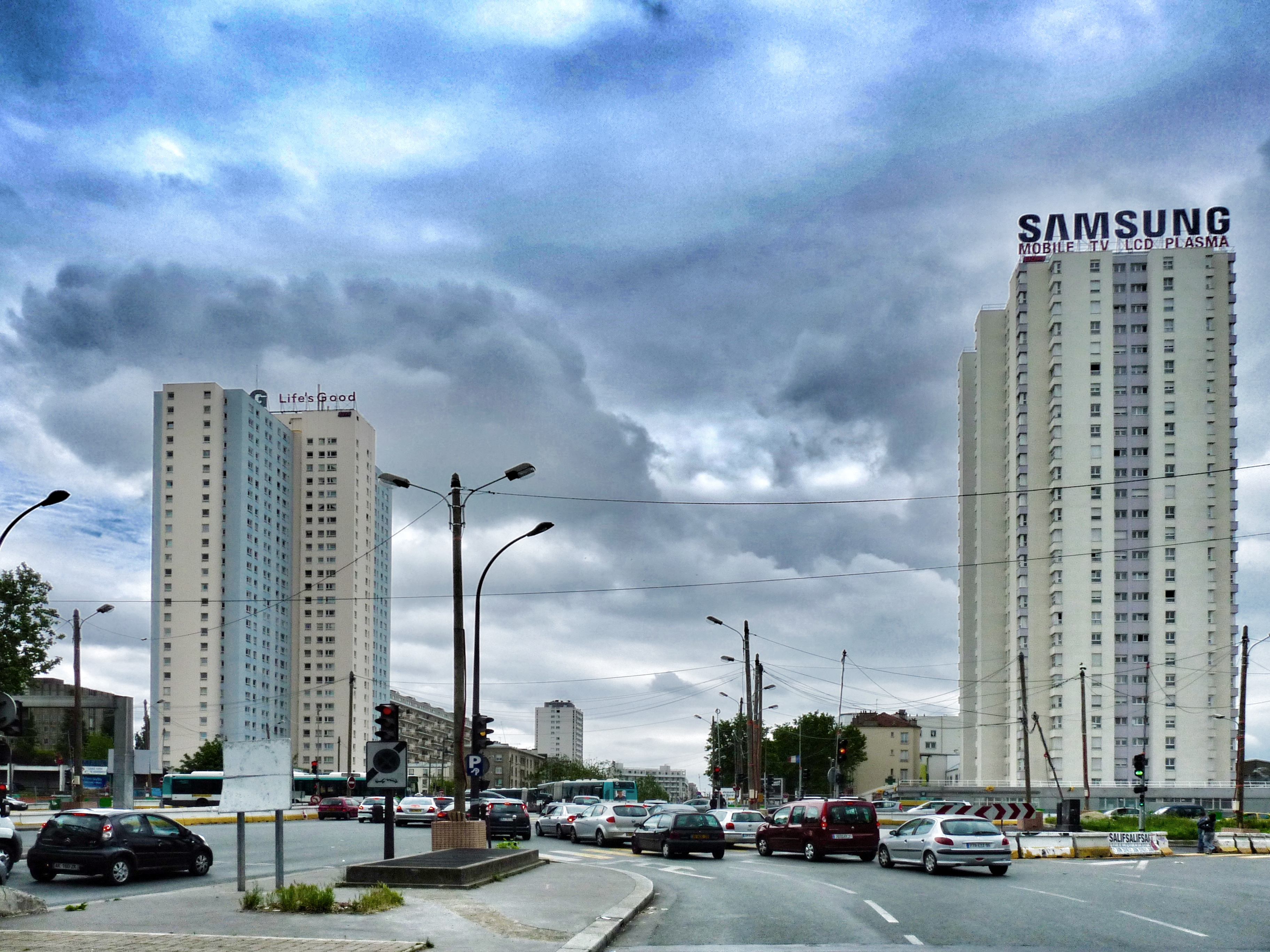
Porte de la Chapelle à Paris, vue du côté extérieur.

Bruno Beausir est né le 10 mai 1974 à Clichy, de parents guadeloupéens,. Son père, René Beausir, est entrepreneur ; sa mère est assistante sociale et sanitaire. Tous deux sont originaires de Basse-Terre en Guadeloupe. Cependant, c'est en métropole, dans le 18e arrondissement de Paris, que Bruno grandit. Enfant, c'est un garçon timide et discret. Il va à l'école de la rue Charles-Hermite, puis au collège Maurice-Utrillo. À 16 ans, après le départ de son père, il grandit avec sa mère et ses demi-frères et sœurs au 23e étage de la tour Mercedes de la porte de la Chapelle. Un quartier auquel il rendra très souvent hommage dans ses chansons, comme Dans ma rue. À cette époque, il prépare un brevet d'études professionnelles en comptabilité puis un baccalauréat G, et appartient à une bande du lycée du boulevard Ney nommée les SS pour les « super séducteurs ». C'est à partir de ce moment-là que Bruno se fait appeler Doc Gynéco par ses amis en raison de sa facilité avec la gent féminine.
Dès l'enfance, il s'intéresse à la musique via différentes influences, bercé par la culture zouk antillaise de sa mère, la soul et le reggae qu'écoutent ses grands frères, et par la chanson française à texte qu'il découvre à la radio. Mais à l'adolescence, il est surtout un passionné de football auquel il joue pour un club amateur de la rue Championnet. Puis il fait la connaissance d'un jeune boxeur qui pratique dans un club de son quartier, un certain Gilles Duarte qui deviendra plus tard Stomy Bugsy, avec qui il se noue vite d'amitié et qui lui présente un ami d'enfance, Passi.

### Débuts avec Ministère A.M.E.R. (1991–1995)
Bruno commence ses aller-retours entre Porte de la Chapelle et Sarcelles, ville de la banlieue nord parisienne d'où ses acolytes Stomy Bugsy et Passi sont originaires, dans un quartier surnommé la « Secte Abdoulaï »,. À la fin des années 1980, il découvre la culture hip-hop qui commence tout juste à se développer en France, et voit ses deux amis fonder un groupe de rap avec d'autres Sarcellois (le gestionnaire Kenzy, le DJ Ghetch et les rappeurs Moda et Hamed Daye), le Ministère A.M.E.R., qui connaîtra plus tard la notoriété.
Même s'il ne fait pas partie intégrante du groupe, mais plutôt du collectif qui l'entoure, Beausir les suit en studio d'enregistrement et lors des différentes représentations qu'ils donnent pour la promotion de leur premier disque. Il apparaît pour la première fois à leurs côtés en tant que simple figurant dans les vidéo-clips des titres Traîtres et S.O.S, réalisées en 1991 pour l'émission RapLine, présentée par Olivier Cachin sur M6. Admiratif et influencé par ses relations, il commence par écrire puis décide de rapper à son tour en prenant le pseudonyme Doc Gynéco (inspiré par un surnom que lui avaient donné ses amis vu sa passion pour le sexe féminin). Il effectue l'une de ses premières improvisations lors d'une émission consacrée au Ministère A.M.E.R. sur Radio Nova, mais c'est en 1994 sur le deuxième album du groupe, 95200, qu'il est invité à apparaître sur un premier titre, Autopsie. L'année suivante, il participe à l'enregistrement d'un des morceaux les plus controversés du rap français, Sacrifice de poulets (il y est crédité dans les chœurs), paru sur la compilation de musiques inspirées du film La Haine de Mathieu Kassovitz, et qui pour des questions juridiques (le ministère de l'Intérieur a poursuivi le Ministère A.M.E.R. pour « provocation au meurtre ») marquera la fin du groupe pour de nombreuses années.
C'est en fait pendant l'enregistrement du deuxième album de ses amis de Sarcelles qu'il a profité du studio où ils travaillaient pour enregistrer, la nuit, ses premières maquettes en solo sur des samples de Marvin Gaye ou d'autres tubes de la Motown, avec l'aide, à la réalisation, du producteur du Ministère A.M.E.R., Mariano Beuve. Après avoir envoyé ses premiers enregistrements à plusieurs maisons de disques, il se voit proposer un contrat par le groupe Virgin en 1994.

### Première consultation(1996–1997)

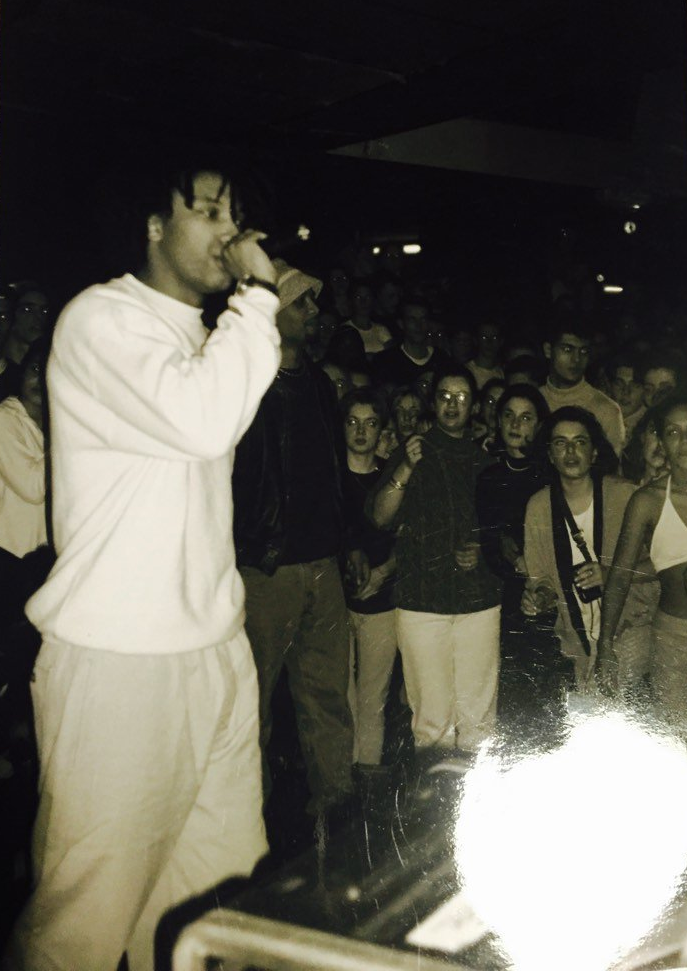
Doc Gynéco lors d'un concert en 1996 à Paris.

Doc Gynéco publie, à 22 ans, son premier album, Première consultation, le 15 avril 1996. Peu attiré par le son des boîtes à rythmes ordinairement utilisées dans le rap français, Doc Gynéco impose à sa maison de disques que les compositions musicales de ses chansons soient majoritairement jouées par de vrais instruments. C'est donc dans un studio de Los Angeles, aux États-Unis, sous la direction du producteur et ingénieur du son américain Ken Kessie (qui a déjà travaillé avec Whitney Houston ou le groupe En Vogue) que l'album est enregistré par des musiciens de studio professionnels. L'album fait participer Passi, et le rappeur latino-américain El Maestro. Le style musical de Première consultation innove grâce à une sonorité pop, funk et soul, très influencé par le G-funk californien de Dr. Dre. Le flow mélodieux du Doc, presque chanté, le rapproche de la variété française (ce qu'il revendique sur le morceau Classez moi dans la variet') et soutient des textes aux thèmes urbains et aux références populaires, abordés entre humour, légère provocation et désenchantement.
Dans cet album, Doc Gynéco peint une galerie de portraits, de lieux et personnages, attitudes et événements, qui crient leur vérité. Il impose d'emblée un personnage hâbleur, cynique, gentiment sauvageon, obsédé sexuel, macho et romantique à la fois, jamais dupe des codes qu'il décrit et dont l'auditeur sent bien qu'il les a éprouvés. De Nirvana à Vanessa, il joue avec les conventions et la bienséance, de Né ici à Dans ma rue, il dessine un tableau fidèle des lieux où il a vécu et qui vont devenir, dans le même temps, l'objet de toutes les fixations. Doc Gyneco s'exprime de façon naturelle sans aller vers les voix stéréotypées de certains groupes de rap qui pouvaient déplaire au grand public dans ces années encore jeunes du rap en France. L'album ne contient que deux samples et il est joué en grande partie par des vrais instruments ce qui n'est pas fréquent pour un album de rap, notamment à l'époque. Lors de la conception de Première consultation, Doc Gynéco fonde le collectif La Clinique (se cachant également sous le nom de Bloc opératoire pour la session production) : un groupe concept, au départ non officiel, de hip-hop autour de son premier album.
La réception de l'album n'est pas sans problème au départ, avec le premier single Viens voir le docteur, Doc Gynéco et Virgin sont accusés de vouloir faire un tube commercial ; tandis qu'avec Dans ma rue, la Licra porte plainte à cause du terme youpin, puis la chaîne de télévision M6 décide de ne pas passer le clip de Nirvana, en raison de son thème du suicide mais Canal + et Nova Mag le plébiscitent. Vanessa Paradis qui n'a pas vraiment apprécié la chanson Vanessa (en référence à cette dernière) n'empêche pas sa diffusion mais décline toute promotion avec Doc Gynéco. Avec Né ici, plus consensuel, les ventes s'envolent,.
Soutenu par les radios grâce à une succession de tubes comme Viens voir le docteur, Nirvana, Né ici, Vanessa ou encore sa déclaration passionnée au football, Passement de jambes, l'album devient l'un des plus grands succès de l'histoire du rap français. En 1997, une réédition de l'album fait apparaître le titre Ma salope à moi en qualité de piste bonus. Le budget de Première consultation se monte à 1 million de francs, un montant élevé à l'époque pour un premier album. Mais Virgin n'aura pas à le regretter : avec plus de 750 000 exemplaires écoulés, l'album obtient un double disque de platine au printemps 1998. À ce jour, Première consultation s'est vendu à plus d'1 million d'exemplaires. Une légende urbaine veut que la radio Skyrock, qui commence à cette période à diffuser du rap français sur ses ondes, passera même symboliquement 69 fois son nouveau single, Ma salope à moi, la première semaine de sa sortie (la chanson est incluse a posteriori sur Première consultation). Cette anecdote sera démentie plus tard par Laurent Bouneau, directeur général des programmes de la station.

### Secteur Ä, lesLiaisons dangereuses(1998–1999)

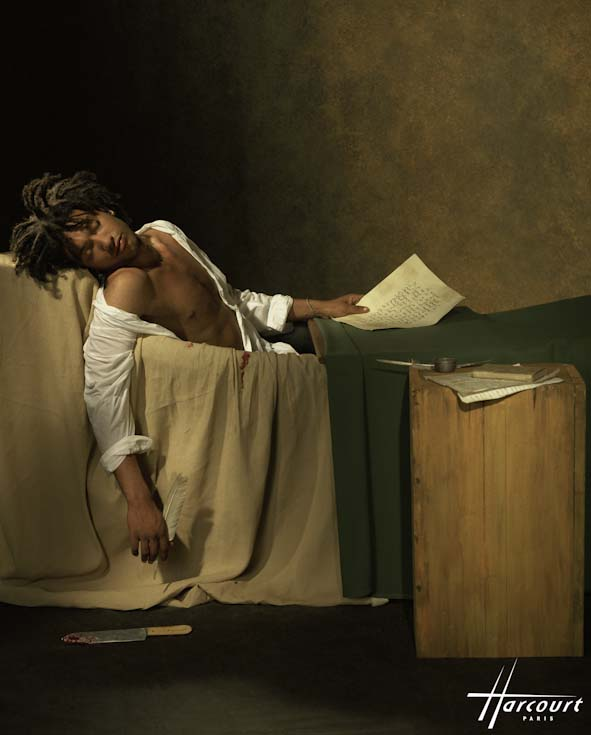
Pastiche du tableau La Mort de Marat, avec Doc Gynéco dans le rôle de Marat, en 1997

À partir de cette période, Doc Gynéco participe activement à la promotion du Secteur Ä (contraction de Secte Abdoulaï). Ce collectif est créé par Kenzy réunissant des rappeurs et des chanteurs de ragga, dont la plupart sont amis d'enfance et originaires du Val-d'Oise ; il est aussi constitué de Passi et Stomy Bugsy, qui se sont lancés dans une carrière en solo couronnées de succès, Hamed Daye, MC Janik ainsi que les groupes Ärsenik et Nèg' Marrons. Doc Gynéco, qui est le premier à connaître la notoriété, apparaîtra avec les membres du collectif sur disques afin de les mettre en lumière. Il est aussi sur scène invité par des artistes aux univers différents comme les Rita Mitsouko, Julien Clerc, Tonton David ou Les Enfoirés.
Le 20 février 1998, il est nommé aux Victoires de la musique dans la catégorie « Révélation ». Lors de cette cérémonie, il interprète le morceau Né ici rue case nègres issu de son premier album.
Le 1er décembre 1998, il publie la compilation Liaisons dangereuses, qu'il produit lui-même, lui permettant de mettre en avant de nombreux artistes pour la plupart inconnus du grand public à l'époque (plusieurs membres du Secteur Ä mais aussi MC Jean Gab'1, Pit Baccardi, Mafia Trece, Assia, La Clinique, etc.). Il fait aussi participer des invités inattendus comme Catherine Ringer des Rita Mitsouko aux vocalises sur un morceau, le chanteur Renaud pour une reprise rap de son titre Hexagone en duo avec le Doc, ou encore le rappeur Rockin' Squat du groupe Assassin en collaboration avec Calbo d'Ärsenik. Le disque ne comporte que cinq chansons interprétées par Doc Gynéco, dont notamment le duo C'est Beau La Vie avec l'homme d'affaires Bernard Tapie, qui tentait un retour dans les médias à sa sortie de prison. Pour les compositions musicales, le Doc fait de nouveau appel à de vrais musiciens et décide de reprendre certains morceaux de rock comme Hey Joe de Jimi Hendrix ou les arrangements de Summertime par Janis Joplin. Le projet commence dans le studio personnel des Rita Mitsouko mais la maison de disques de Gynéco (Virgin SA) étant très frileuse quant à la sortie de cette compilation, Doc Gyneco doit alors monter son propre label en interne au sein même de cette maison de disques. Il crée alors Virgin Rue/Docteur Communication pour que ce projet voit le jour, ce qui explique la sortie tant de fois annoncée et ainsi repoussée. Cette mauvaise expérience sera expliquée dans sur l'unique morceau en solo qu'il se réserve, L'homme qui ne valait pas dix centimes où il fait appel à un groupe de mariachi et évoque de façon lucide son succès aussi soudain que fragile, tout en se montrant très amer dans les paroles de cette chanson avec sa maison de disques où le rappeur n'hésite pas à pointer du doigt le patron de son label. Toutefois, Liaisons dangereuses se vendra à plus de 250 000 exemplaires et sera certifié double disque d'or en seulement trois semaines. Pour cet album, il sera également nommé aux Victoires de la musique dans la catégorie « Album rap/reggae ou groove », le 11 mars 2000.

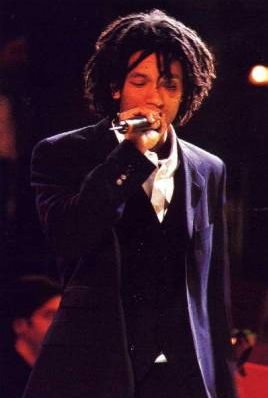
Doc Gynéco, lors de la 13e cérémonie des Victoires de la musique le 20 février 1998 à Paris, salle de l'Olympia.

C’est aussi l’année des Dix petits nègres : le spectacle du Secteur Ä à l'Olympia les 22 et 23 mai 1998 fêtait le 150e anniversaire de l'abolition de l'esclavage. Le public peut voir se succéder sur scène les dix artistes qui composaient le Secteur Ä à cette époque chanter leurs tubes respectifs. Quelques mois plus tard paraît le premier album du Secteur Ä, « Live à l'Olympia », il s'agit de l'enregistrement du concert. Cet album live a été certifié double disque d'or. À l'été 1999 sort la chanson La Playa (de son ancien groupe, La Clinique), que Doc Gynéco a produit sur son label Virgin Rue/Doc Communication. Le titre rencontre un fort succès commercial en France,.
En septembre 1999, Doc Gynéco annonce se séparer du Secteur Ä après qu'une histoire d'escroquerie et d'agression à son domicile dont il aurait été la victime soit relatée dans la presse. René Beausir, son père, déclarera lors d'une émission présentée par Karl Zéro que son fils a été victime de séquestration par ses anciens amis et associés. Kenzy, visé par certains médias et qui connaîtra du coup des difficultés à signer des contrats importants prévus pour la création d'une chaîne de télévision Secteur Ä, se défendra dans le magazine Get Busy en précisant ne rien avoir à faire dans cette histoire, qui était, selon lui, un conflit entre le manager d'une chanteuse et Doc Gynéco, que ce dernier comptait produire avec sa propre société, Doc Communication, mais à qui il devait de l'argent après la revente de son contrat. Doc Gynéco, lui, deux ans plus tard dans une émission présentée par Thierry Ardisson, déclarera que toute cette affaire n'était que de la « publicité mensongère » pour faire croire au public qu'il risquait pour sa vie. Quoi qu'il en soit l'éloignement avec la plupart des membres du Secteur Ä eu bel et bien lieu tant sur disque qu'au niveau des affaires et, peu de temps après, d'autres têtes d'affiche du collectif en feront de même (à savoir Passi, Stomy Bugsy et Hamed Daye).

### Quality Street(2000–2001)
Après une année de retraite médiatique paraît en 2001 son deuxième album solo, Quality Street, enregistré à Londres, au Royaume-Uni. Un disque à la poésie intimiste dans lequel il se rapproche encore plus de la variété française, en évoquant son parcours depuis le quartier de la Porte de la Chapelle jusqu'au monde du show-biz, sa nouvelle vie de père de famille et la scission avec son collectif d'origine marquant pour lui la fin d'une époque. Il se présente comme un homme pas encore trentenaire mais « revenu » de ses illusions et qui, grâce au hasard, aurait rencontré le succès presque trop jeune. Devenu solitaire autant par tempérament qu'à cause de déception, son quotidien serait celui d'un fumeur contemplatif et à l'aise à la fois amusé et triste, mais éternellement transcendé par son amour pour les femmes. Avec en premier single le titre Caramel, dont le clip avant-gardiste et choc ne passera presque nulle part, suivra Souveraine. L'aspect expérimental du disque est un risque commercial certain que l'artiste assume.
Comme à son habitude, il invite sur ce disque des artistes et musiciens aux horizons variés : l'actrice Chiara Mastroianni, le rappeur new-yorkais RZA, membre du groupe Wu-Tang Clan, le chanteur français Laurent Voulzy ou encore l'artiste reggae jamaïcain Gregory Isaacs. Le titre Rue Mazarine est dédié à Mazarine Pingeot, la fille adultérine de l'ancien président de la République française, François Mitterrand. Sur les photos de la pochette du disque, signées Jean-Baptiste Mondino, on peut voir ses trois enfants. Désirant à cette période se débarrasser de son pseudonyme, qu'il juge inapproprié à son âge, il a l'intention de signer son disque sous son vrai nom, Bruno Beausir, mais sa maison de disques refuse et c'est simplement son prénom qui est écrit au-dessus de Doc Gynéco sur la couverture de l'album. À contre-courant de l'image plus dure des nouveaux rappeurs à succès de l'époque (Mafia K'1 Fry, Fonky Family ou Lunatic), ce projet différent pour lequel il fera, entre autres, la couverture du magazine Têtu, ne rencontrera pas le succès de ses prédécesseurs.
C'est au même moment, pendant l'enregistrement de Quality Street, que Doc Gynéco s'envole en Californie et rencontre Dr. Dre dans son studio à Los Angeles, avec qui il réalise un duo. La chanson n'est jamais sortie, le rappeur américain lui demandant une somme trop importante pour la sortie de cette collaboration. Le titre demeure jusqu'à ce jour inédit et figure toujours parmi les bandes.
Quelques mois plus tard, Doc Gynéco et Stomy Bugsy enregistrent un album commun baptisé Double Pénétration, qui n'est finalement jamais sorti en raison d'un désaccord entre les maisons de disques respectives des deux artistes à l'époque. Certains morceaux issus de ce projet ont tout de même été intégrés plus tard sur différents disques du Doc.

### Solitaire(2002–2004)

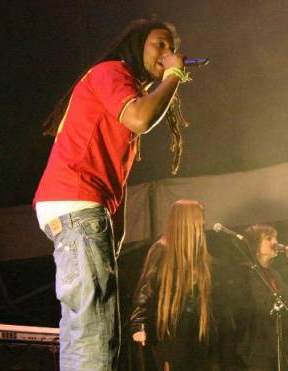
Doc Gynéco en concert à Bruxelles à l'occasion des 20 ans de la Fête de la musique, en juin 2004.

En 2002, il publie, plus vite qu'à l'accoutumée, Solitaire, un album moins personnel et plus rythmé que le précédent, sur lequel il s'approprie via son style pop-rap différents genres musicaux (funk, zouk ou RnB) et où il invite Matthieu Chedid en tant que guitariste, l'artiste de ragga/dancehall Lord Kossity, le rappeur californien Daz Dillinger du groupe Dogg Pound et l'ami des débuts, Stomy Bugsy. Sur le titre éponyme, Solitaire, il se confie sur l'inconfort de sa situation d'artiste encore populaire mais qui désormais ne sait plus ou trouver sa place de rappeur poète dans une industrie qui a changé, en avouant presque se sentir obligé de réduire son discours à un message positif et léger, coincé selon lui entre un rap hardcore devenu tête de gondole mais qu'il juge trop sombre et des tubes simplement dansant qui ne favoriseraient que leurs refrains. Toutefois, Il renoue avec le succès grâce à ce disque qui est récompensé, en 2003, de la victoire du « Meilleur album rap/hip hop de l’année » aux Victoires de la musique.
Alors que son personnage médiatique, qui donne l'image d'un fumeur de cannabis séducteur et décalé, était déjà populaire, il le devient davantage grâce à la parodie qu'en fait l'émission satirique de Canal+, Les Guignols de l'info. À partir de 2002, il commence à répondre aux nombreuses invitations des plateaux de télévision où il paraît omniprésent jusqu'à ce qu'il devienne même un chroniqueur plus ou moins régulier dans l'émission On ne peut pas plaire à tout le monde présentée par Marc-Olivier Fogiel sur France 3. En 2003, il apparaît pour la première fois en tant que comédien dans deux films qui ont pour tête d'affiche son ami Stomy Bugsy : Gomez et Tavarès de Gilles Paquet-Brenner et Le fleuve de Mama Keïta. Puis à la demande de Luc Besson, il compose la musique du générique du film Taxi 3 et apparaît sur le disque de la bande originale. Il participe ensuite à Nice People, une émission de téléréalité diffusée sur TF1 et la même année, sa maison de disque décide de sortir Menu Best Of, une compilation qui retrace chronologiquement sa carrière en réunissant ses plus grands succès et qui est agrémentée de trois titres inédits.
En 2004, en pleine crise du marché de la musique et en raison des chiffres de ventes de ses disques de plus en plus faibles, la maison de disque Virgin Records met fin à son contrat au bout de dix ans. Pendant cette période, il aura dirigé, un temps très bref, le label Virgin Rue. Puis il apparaît sur la compilation Dis l'heure 2 Ragga Dancehall produit par Passi et enregistre certains morceaux avec ce dernier, Stomy Bugsy et Hamed Daye pour un nouvel album du Ministère A.M.E.R., annoncé sur la couverture du magazine Radikal où ils étaient spécialement réunis, mais finalement le disque ne sortira pas. La même année, Doc Gynéco participe à la Fête de la musique à Bruxelles en Belgique, à l'occasion des 20 ans de l'événement.

### Un homme natureetDoc Gynéco enregistre au quartier(2005–2006)
En 2006, il publie simultanément les albums Un homme nature et Doc Gynéco enregistre au quartier sur un nouveau label, Exclaim. Sur le premier disque, plus pop, il revisite comme à son habitude différents styles musicaux (ici le rock ou le disco). La Grande Sophie signe le texte du titre Lov, Lov, Lov tandis que Stomy Bugsy compose certains morceaux et apparaît sur Tu mens. À noter aussi que le Doc reprend la chanson L'homme pressé du groupe Noir Désir ainsi que le Ring My Bell d'Anita Ward. Le deuxième album est enregistré dans un studio situé dans son quartier d'origine, le 18e arrondissement de Paris, et il s'y essaie plus particulièrement au reggae. La chanson Josette, sur laquelle apparaît Matinda du groupe Ruff Neg, est un clash contre le rappeur JoeyStarr. La même année, il apparaît dans une comédie pornographique intitulée In Bed with Doc Gynéco, produite par Marc Dorcel. Il enregistre ensuite, avec le Ministère A.M.E.R. reformé pour l'occasion, le titre Le temps passe, en collaboration avec Johnny Hallyday, publié sur l'album de ce dernier, Ma vérité. Par la suite, ils seront invités au Festival de Cannes pour l'ouverture des NRJ Music Awards.
À cette époque, en 2006, le rappeur Doc Gynéco, en collaboration avec le footballeur Nicolas Anelka et d'autres joueurs de football, a enregistré un album intitulé Rapfoot. Toutefois, le projet n'a pas été distribué commercialement. Certains morceaux de cet album ont cependant été diffusés bien plus tard sur les réseaux sociaux.

### De son soutien politique àPeace Maker(2007–2008)
Son soutien politique en faveur de Nicolas Sarkozy et certains de ses propos maladroits concernant la banlieue sont fortement contestés par le milieu hip-hop français, en particulier par ses amis Stomy Bugsy et Passi, et lui valent de nombreuses altercations avec différentes personnalités dans les médias ou même d'être hué lors d'un concert d’ouverture des Fêtes de Genève par une partie du public, jusqu'à ce qu'il soit obligé de quitter la scène après des jets de projectiles[réf. nécessaire].
En 2008, il est condamné pour fraude fiscale à 10 mois de prison avec sursis. C'est à la fin de l'année qu'il publie l'album Peace Maker, dont le producteur et arrangeur musical, DJ Mosey, n'est autre que Pierre Sarkozy, fils de l'ex-président de la République française, Nicolas Sarkozy, et membre du groupe Da Cream. Le disque, à l'ambiance très soul et RnB, contient plusieurs duos, dont celui avec le chanteur américain Jimmy Cozier, le rappeur français Philémon ainsi que le titre la rue auquel participe Johnny Hallyday. Céleste est une chanson réponse humoristique et provocatrice à Ségolène Royal qui avait dit durant l'un de ces discours de la campagne présidentielle de 2007 que « Doc Gynéco ce n'est pas André Malraux », en réaction au soutien de ce dernier pour son rival lors de cette campagne, Nicolas Sarkozy. Le succès n'est pas au rendez-vous et le disque ne s'écoule qu'à 2 000 exemplaires, après son soutien médiatique à Sarkozy. Le rappeur se retire donc un temps de la musique pour se consacrer à d'autres activités. La même année, la romancière Christine Angot publie le livre Le Marché des amants dans lequel elle raconte sa liaison amoureuse avec Doc Gynéco.

### Du théâtre à la télévision (2009–2014)
À partir de 2009, Doc Gynéco joue dans la pièce de théâtre Le siècle sera féminin ou ne sera pas, qui a connu plusieurs prolongations et la sortie de son enregistrement en DVD. Pour l'occasion, il est invité sur le plateau d'On n'est pas couché en compagnie de Philippe Lelouche. En octobre 2009, il participe à l'émission de télé-réalité Next Made in France sur Virgin 17 dans une édition Spécial People.
Au mois de février de l'année 2010, le journal hebdomadaire Le Canard enchaîné révèle que Bruno Beausir, alias Doc Gynéco, est au chômage. Celui-ci confirme sur la radio Europe 1 s'être inscrit au Pôle emploi en expliquant « avoir besoin d'argent comme tout le monde. ». À court d'argent, il travaille dans un bureau de tabac appartenant à un ami, rue Damrémont, dans le 18e arrondissement de Paris, à proximité de là où il a grandi.
En septembre 2012, le magazine Les Inrockuptibles publie un classement réalisé par Olivier Cachin des « 10 meilleurs albums de rap français de tous les temps ». Son album Première consultation arrive à la première place. Pour l'occasion, il donne une entrevue fleuve publiée sur le site internet des Inrocks, dans laquelle il fait un point sur sa carrière et sa traversée du désert, en s'expliquant sur son engagement politique et polémique de 2007 et sa « mise au placard » des médias comme de son milieu artistique. En 2014, Doc Gynéco est de retour à la télévision avec une chronique appelée La Consultation du Doc dans l'émission Ça fait débat diffusée sur les chaines Numéro 23 et TéléSud.

### 20eanniversaire dePremière consultation(2015–2016)

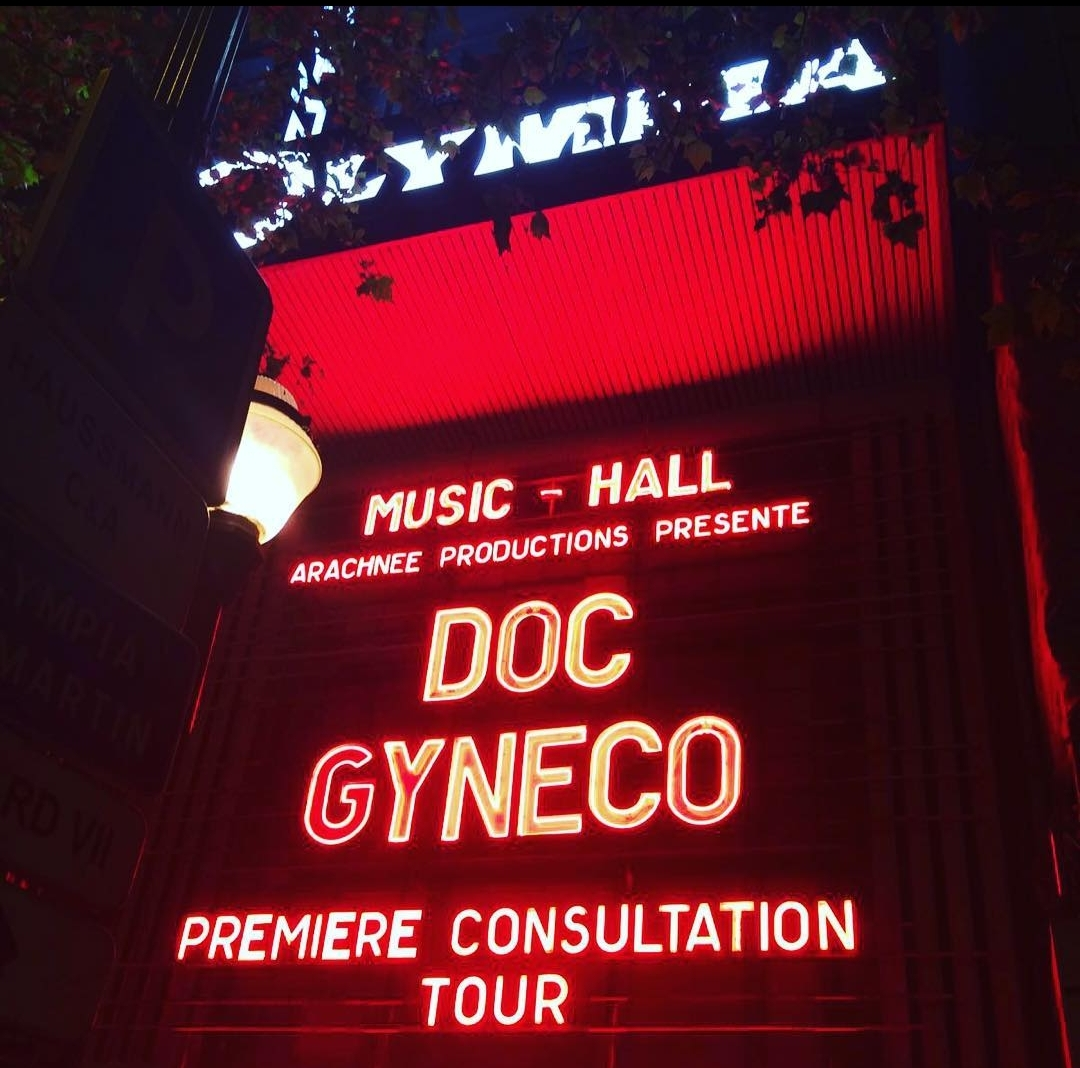
Salle de l'Olympia, Première consultation Tour, mai 2016.

En 2015, après une longue période d'absence de la scène musicale, Doc Gynéco fait son retour en signant avec Arachnée Production, une filiale de Sony, pour une tournée en France et dans les pays francophones, célébrant les vingt ans de son premier album Première consultation sorti en 1996. Un concert est annoncé à l'Olympia à Paris. Une fois l'annonce de la vente des billets ouverte, le concert affiche complet en à peine trois heures. Un deuxième concert à l'Olympia est alors très vite annoncé pour le 26 mai, qui se verra complet en 48 heures. En raison du succès des deux dates parisiennes, Doc Gynéco annonce une troisième date au Zénith de Paris, le 18 novembre 2016. La tournée connaît un franc succès, la majorité des dates en France étant complètes. En parallèle est publiée, en novembre 2015, une compilation rendant hommage au Secteur Ä, intitulée Affaire de famille. Différents rappeurs de la nouvelle génération revisitent à leurs manières les plus grands titres des artistes du collectif de l'époque. Deux titres du Doc sont repris : Dans ma rue par Black M et L'Homme qui ne valait pas dix centimes par Nekfeu.
Le 15 avril 2016 sort la réédition de Première Consultation, une édition deluxe qui est composée de deux disques (ou trois en collector avec un disque des versions instrumentales). Le premier est l'album avec ses 14 titres remastérisés. Le deuxième se compose de 8 interludes, de neufs titres remixé, des versions alternatives, des raretés, des bonus, la reprise de La Bohème et deux titres originaux et inédits Le Mec en vogue et Histoire d'un mec, enregistré à l'époque mais qui n'avaient finalement pas été intégrés à l'album, dévoilés vingt ans plus tard. Un coffret collector, limité à 1 000 exemplaires, est également sorti avec un livre en format vinyle, retraçant l'époque de Première consultation. Il contient des photos, les paroles de l'album, une interview exclusive de 2016 ainsi que deux vinyles et trois CD contenant l'album original, la réédition et les instrumentales. Le coffret collector avec l'édition vinyle se classe directement à la troisième place des meilleures ventes vinyles du site Amazon et figure parmi le Top 20 Vinyles & 33 Tours des ventes de l'année 2016 selon le SNEP.
En mai 2016, alors qu'il célèbre les vingt ans de Première consultation lors d'une tournée anniversaire en France, Doc Gynéco est approché par la maison de disques Mercury Music Group pour la signature d'un contrat en tant que directeur artistique et dans la préparation d'un nouvel album, le rappeur faisant son retour médiatique après une longue pause artistique, s'étant totalement retiré des médias et de la musique à la fin des années 2000. C'est ainsi qu'il commence à préparer son retour discographique en travaillant sur un nouvel opus. Il part alors enregistrer et composer son prochain album en Afrique entre Dakar au Sénégal et la Côte d'Ivoire, puis la France.

### 1.000%(depuis 2017)

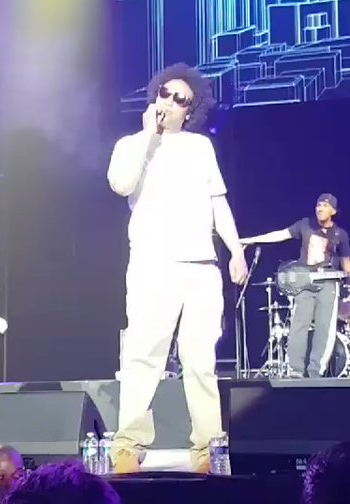
Doc Gynéco sur la scène de l'AccorHotel Arena, lors du concert de Secteur Ä, en mai 2018.

1.000% (« mille pour cent ») est le septième album studio du rappeur Doc Gynéco, sorti le 27 avril 2018 sous le label Mercury Music Group. Ce projet marque son retour sur la scène musicale après une décennie d'absence, son dernier album solo étant Peace Maker, publié en 2008. C'est également son retour en major, son précédent album ayant été publié sous un label indépendant, tandis que ses premiers succès étaient signés en maison de disque, chez Virgin. L'album se distingue par son éclectisme musical, alliant hip-hop, variété et surtout zouk, tout en étant profondément marqué par des mélodies africaines.
Cet album, largement conçu et produit en Afrique, privilégie une approche plus chantée que rappée, intégrant des influences de musiques modernes et de pop urbaine. Très personnel, il se distingue également par l'absence de featuring. A travers 1.000%, Gynéco aborde divers thèmes tels que la société de consommation, la politique, ainsi que des réflexions personnelles sur sa carrière et sa relation passée avec Christine Angot. Ça va aller est le premier titre de l'album à inaugurer sa promotion, accompagné d’un clip tourné au Sénégal et en Côte d'Ivoire. Inspiré par un séjour dans ces pays, il dégage une atmosphère festive et optimiste. La chanson France mêle chanson française et musiques urbaines, conjuguant attachement et regard critique sur le pays. Son clip met en scène son ami Marc-Olivier Fogiel. Avec Obscurité, le rappeur livre un hommage universel, porté par un message de tolérance et de bienveillance, illustré dans un clip tourné sur le continent africain. Ma fille, quatrième extrait, marque enfin la sortie de l’album 1.000%. Avec cet album, Doc Gynéco assure sa promotion à travers de nombreuses apparitions dans des talk-shows et accorde de multiples interviews à la presse écrite.
À la parution de son nouvel album, Doc Gynéco révèle en même temps travailler sur un projet parallèle, Liaisons dangereuses 2, destiné à célébrer les vingt ans de sa compilation, Liaisons dangereuses. Ce projet, qui devait inclure des collaborations avec des artistes de la nouvelle génération, ne se réalisera finalement pas. Il annonce également que le Secteur Ä, dont il faisait partie avant de le quitter en 1999, se réunit à nouveau pour une tournée nationale. Doc Gynéco rejoint donc le collectif pour une tournée événement du 26 avril au 27 mai 2018, incluant un concert à l'AccorHotels Arena et dans les Zéniths de France avec Ärsenik, Stomy Bugsy, Passi, Neg' Marrons, Pit Baccardi, MC Janik et Singuila. Cette tournée célèbre le vingtième anniversaire de leurs concerts à l’Olympia en 1998, marquant également le 150e anniversaire de l'abolition de l'esclavage.
En parallèle de sa carrière musicale, Doc Gynéco, qui avait déjà été chroniqueur par le passé et s'était toujours montré intéressé par le monde des médias, rejoint à la rentrée 2018 l’émission de débats Balance ton post ! sur C8 en tant que chroniqueur, où il anime « La Minute du Doc ». Au début de l'année 2019, il est transféré à Touche pas à mon poste !, où il continue d'exercer son rôle de chroniqueur. Après une saison passée dans l'émission, il décide de quitter le programme.
Après une brève incursion dans l’audiovisuel comme chroniqueur, Gynéco retourne en studio et signe en 2022 avec le label indépendant Livin'Astro, dirigé par Rockin' Squat, rappeur et fondateur du groupe Assassin, dans la perspective d’un nouvel album, qui succèdera à 1.000%, son dernier opus. Ce dernier devient alors son producteur, manager et organisateur de tournée. Bien qu’ils se connaissent depuis longtemps, leur collaboration ne date pas d’hier : vingt-quatre ans plus tôt, Gynéco avait invité Rockin' Squat sur son projet Liaisons dangereuses, et plus récemment, Rockin Squat a convié Gynéco sur le titre Retweet, extrait de son EP PP+. Les deux artistes ont interprété ce morceau ensemble sur la scène de La Cigale en 2023. Depuis, ils enchaînent les événements, showcases et rendez-vous musicaux, comme le festival Affaire de famille au Palais des Congrès à Remiremont en 2024, où Doc Gynéco partage l’affiche avec Ärsenik et d’autres artistes, un rassemblement parrainé par Rockin' Squat.

## Vie privée
Dans les années 1990, Doc Gynéco se marie avec une amie d'enfance, Pascale. De cette union naîtront trois enfants : Bruno, Jeanne et Jerusalem-Alda. Ils s'installeront ensuite à Rambouillet, dans les Yvelines, dans une maison que Doc Gynéco aurait achetée et qui aurait autrefois appartenu à Johnny Hallyday. Par la suite, il a une liaison avec Christine Angot, qui la relate dans le roman Le Marché des amants en 2008. Après vingt-cinq années de mariage et à la suite de violences conjugales, son épouse entame une procédure de divorce en 2021.
Son père, René Beausir, est également musicien, chanteur et compositeur. En 1999, il sort un EP intitulé La Complainte du Cocu. Sa sœur, connue sous le nom d'artiste Lexy, est une chanteuse de reggae très active sur la scène musicale guadeloupéenne. Il est le cousin du judoka français Teddy Riner.

## Dans la culture populaire

### Parodie
Dans les années 1990 et 2000, le personnage de Doc Gynéco a été parodié dans l'émission Les Guignols de l'info diffusée sur Canal+. Il devient le premier rappeur français à avoir sa marionnette utilisée pour des caricatures humoristiques. Ces parodies ont contribué à la notoriété de Doc Gynéco en ajoutant une dimension satirique à sa figure médiatique.

### Reprises
En 2013, Kincy Orties réalise une reprise du morceau Vanessa. Deux ans plus tard, en 2015, presque vingt ans après la sortie de Première consultation, le rappeur Black M propose une reprise du titre Dans ma rue, premier extrait d'une compilation de reprises de rap français. Cette reprise lui vaut des accusations d'antisémitisme en raison du terme raciste « youpin », utilisé par Doc Gynéco pour rimer avec « magasin ». En 2016, Caballero et Jeanjass utilisent un échantillon de Vanessa pour leur morceau Elle me veut. L'année suivante, en 2017, le rappeur Nekfeu et Marley Salem reprennent en duo le morceau L'homme qui ne valait pas dix centimes de Doc Gynéco, prévu pour la compilation Affaire de famille, en hommage au Secteur Ä.

### Hommages
En 2013, Alpha Wann cite Doc Gynéco dans sa chanson Flingtro avec les paroles : « Comme Gynéco, j'veux atteindre le Nirvâna ». En 2014, l'humoriste et comédien Issa Doumbia nomme son premier spectacle Première consultation en référence à l'album de Doc Gynéco. Nekfeu rend hommage à Gynéco en 2015 avec son morceau Princesse sur l'album Feu, empruntant l'onomatopée « i-é » que chantait Doc Gynéco dans sa chanson Ma salope à moi. L'année suivante, en 2016, SCH dédie une chanson intitulée Le Doc, un clin d'œil à Doc Gynéco. En 2018, le rappeur Alkpote propose un morceau intitulé Le Nouveau Doc sur son album Inferno, en hommage direct à Doc Gynéco et à sa musique Viens voir le docteur. En 2019, le chanteur Hamza publie la chanson Gynéco, une référence au Doc. Enfin, en 2020, le rappeur Jok'Air revisite la chanson Ma salope à moi avec les musiciens Waxx et C.Cole, pour la série musicale Fanzine, en hommage à Doc Gynéco.

## Affaires judiciaires

### Condamnation pour fraude fiscale
Doc Gynéco est condamné le 27 octobre 2008 à dix mois de prison avec sursis pour fraude fiscale.

### Condamnation pour violences conjugales
Doc Gynéco est placé en garde à vue le 10 mars 2021 pour « violences volontaires par conjoint » : il est interpellé à son domicile le mercredi 10 mars en fin de journée, étant soupçonné d'avoir porté des coups au visage de son épouse Pascale lors d'une dispute. Il est ensuite déféré au tribunal judiciaire de Paris où il se voit remettre une convocation pour une audience correctionnelle. Le 18 mai 2021, il est condamné à cinq mois de prison avec sursis et 2 000 € d'amende pour ces violences.

### Entendu pour agression sexuelle sur mineure
En octobre 2021, il a été placé en garde en vue dans le cadre d'une enquête préliminaire pour « agression sexuelle sur mineure de moins de 15 ans » avant d'être relâché sans aucune poursuite,.

## Positions politiques
En 2001, il se dit proche du Parti socialiste malgré son soutien à Jacques Chirac à la présidentielle de 1995. Il fait même plusieurs référence dans ses chansons : « Je suis nègre, juif et communiste, allez leur dire aux lepenistes... » dans la chanson Oyé Sapapaya avec Stomy Bugsy en 1998 ; « Je suis faible et j'suis à gauche » dans la chanson Cousins avec RZA et Cilvaringz du Wu-Tang Clan ; et « Mec solitaire et ordinaire, qui penche à gauche comme le Kouchner » dans la chanson J'sais pas remplir ma feuille d'impôt en 2001. En mai 2001, dans L'Express, il dit : « Je connais les statuts du PS par cœur, je les lis tous les jours, même si je n'ai pas encore pris ma carte. Moi j'ai un projet pour le parti à Lionel, ouvrir des bureaux et inciter les jeunes à rejoindre le PS. » En 2002, à l'occasion du deuxième tour de la présidentielle opposant Jacques Chirac et Jean-Marie Le Pen, il sort la chanson C'est non dans laquelle il incite à voter Chirac. Ce morceau est remixé plus tard dans l'album Un homme nature sous le titre du Troisième Homme. En septembre 2002, dans Paris Match, sur Lionel Jospin, il déclare : « J'aime beaucoup ce garçon, j'ai toujours pensé qu'il avait plus de cœur que de tactique ». En novembre 2002, dans La Marseillaise, sur Nicolas Sarkozy : « Un ministre de l'intérieur qui s'attaque aux gens du voyage ou aux clochards, alors qu'il doit avoir de vrais gros problème à gérer par ailleurs, c'est carrément clownesque. C'est pas les petits dealers qui affrètent les bateaux pleins de came pour les emmener dans les cités, mais c'est sûr que c'est plus facile que de s'attaquer aux gros. »
En 2006, il est approché par Pierre Charon (conseiller en communication de Nicolas Sarkozy) qui voit dans ce rappeur un moyen d’en faire un contre-feu à la crise des banlieues de la fin 2005. C’est ainsi qu’est organisé au ministère de l’Intérieur un rendez-vous entre Doc Gynéco et Nicolas Sarkozy. L’opération ne s’arrête pas là puisque, en juin 2006, Frank Tapiro (publicitaire, chargé à l’époque de l’image de l’UMP) lui donne un contrat pour qu’il effectue la publicité de l’opérateur téléphonique Virgin Mobile dont a la charge l’agence Hémisphère-droit qu’il codirige. La publicité est diffusée sur les écrans en novembre 2006 où Doc Gynéco apparaît en serviette se faisant masser par deux jeunes femmes, donnant du grain à moudre à ceux qui l'accusent de sexisme.
Le rappeur était au début de l’année 2006 en perte de vitesse, vendant moins d’albums et n’apparaissant plus sur les plateaux télévisés. Une situation à laquelle s’ajoutent ses démêlés fiscaux, notamment en ayant mis sur son compte en banque 400 000 euros issus de sa société de production. Il est condamné à un redressement judiciaire par une amende de 700 000 euros le 8 décembre 2006. Thomas Ngijol dans une chronique face à lui au Grand Journal, lui dit qu'un rappeur de droite ça n'existe pas et lui demande s'il a des amendes à payer ; Michel Polac sur le plateau de On n'est pas couché, lui demande s'il a écrit lui-même son livre sur son amitié avec Sarkozy car il ne semble pas se rappeler ce qu'il vient d'écrire. Cependant, Éric Zemmour (chroniqueur sur le plateau) et Véronique Genest (invitée) prendront sa défense pendant l'émission.
Adhérent à l'UMP, il annonce son soutien à la candidature de Nicolas Sarkozy à l'élection présidentielle française de 2007 en étant présent lors du congrès d’investiture du candidat le 2 septembre 2006 à Marseille. Il publie au début de l’année 2007 : Les grands esprits se rencontrent - Sarkozy et moi, une amitié au service de la France où il considère Nicolas Sarkozy comme son « petit maître à penser », « un ami ». La publication de ce livre soulève de nombreuses critiques sur ce ralliement et ses propres contradictions. Début 2006, il déclarait encore : « Ils sont trop malins, les Sarkozy et sa race. Ils nous vendent du vent, des conneries. Il essaie de faire plaisir aux Français en leur faisant croire qu’il pense à eux ».
Lors d'un concert d’ouverture des Fêtes de Genève, Doc Gynéco se fait huer par une partie du public aux cris de : « Vendu », « Tu es un clown », et il se fait injurier par une banderole : « Sarko facho, Gynéco collabo » ; ces manifestants inondent la scène de projectiles et l'artiste quitte la scène avant la fin prévue du concert. À la suite de cet incident, il décide d'annuler le concert qu'il devait donner à Bandol le 10 août 2007.
En 2007, lors de la troisième étape du Tour de France, il se fait entarter par Noël Godin, un entarteur d'origine liégeoise, à Waregem, dans la Belgique flamande sur le plateau de l'émission Village Départ. Au départ, cela aurait dû être un happening, Godin et son équipe devaient entarter l'animateur Laurent Luyat pour rire. Cependant, Godin, contre toute attente, entarte Doc Gynéco. Puis s'ensuivent quatre autres entartages de la part des coéquipiers de Godin. Ce dernier s'explique en voulant venger Michel Polac que Doc Gynéco a traité de « malade en phase terminale » dans On n'est pas couché alors que le polémiste critiquait Gynéco pour son livre où il déclame son admiration pour Nicolas Sarkozy. Godin explique également qu'il a entarté Doc Gynéco pour son ralliement à Sarkozy. Laurent Luyat fait part de son mécontentement, mettant en avant la liberté d'avoir des convictions politiques.
En 2012, il déclare à propos de la campagne présidentielle de 2012 : « Je crois qu’à l’avenir je garderai mes convictions pour moi, m’impliquer en politique a été trop risqué, trop violent. Soutenir Sarkozy en 2012 ? J’suis pas un Wonderbra. » Doc Gynéco dit avoir regretté son soutien politique à l'UMP. Selon lui, Sarkozy s'est servi de lui et n’a pas mené les politiques promises.

## Discographie

### Albums studio
- 1996 : Première consultation (Virgin France, Parlophone)
- 1998 : Liaisons dangereuses (Virgin Rue, Doc Communication)
- 2002 : Quality Street (Virgin France)
- 2003 : Solitaire (Virgin France)
- 2006 : Un homme nature & Doc Gynéco enregistre au quartier (Exclaim)
- 2008 : Peace Maker (Archambault Musique)
- 2018 : 1.000% (Mercury Music Group)

### Compilations
- 2003 : Menu Best of (Virgin France)
- 2006 : Le Doc au pays (mix du double album de 2006 - distribué seulement aux Antilles) (Exclaim)
- 2016 : Première consultation (Édition 20e anniversaire) (Parlophone, Warner Music France)

### Avec Secteur Ä
- 1998 : Le Secteur Ä - Live à L'Olympia (album live) (Särcélite Miziks, Virgin France)
- 2000 : Secteur Ä All stars (Särcélite Miziks, Virgin France)
- 2018 : Best of (Warner Music)

### Apparitions
- 1994
  - Ministère A.M.E.R. feat. Doc Gynéco - Autopsie (sur l'album 95200 du Ministère A.M.E.R.)
- 1995
  - Ministère A.M.E.R. (avec Doc Gynéco & Assia pour les chœurs) - Sacrifice de poulets (sur l'album de musiques inspirées du film La Haine)
- 1996
  - Les Rita Mitsouko feat. Doc Gynéco - Riche (sur l'album du concert privé Les Rita Mitsouko Acoustiques)
  - Doc Gynéco feat. La Clinique, Passi et Djamatik - Clic Clic (sur le maxi Viens voir le Docteur de Doc Gynéco ; également disponible sur l'édition limitée de l'album Première consultation)
  - Doc Gynéco - Message Personnel (sur l'édition limitée de l'album Première consultation (CD single promotionnel)
- 1997
  - Neg'Marrons feat. Ministère A.M.E.R., Doc Gynéco, Hamed Daye & Ärsenik - Tel Une Bombe (sur l'album des Neg'Marrons, Rue Case Nègres)
  - La Clinique feat. Les Sales Gosses - Tout Saigne (sur la compilation Hostile Hip Hop vol. 1)
  - Doc Gynéco feat. MC Janik - Né Rue Case Nègres (sur le maxi Né ici de Doc Gynéco)
  - Doc Gynéco feat. Ärsenik - Arrête de mentir (sur le maxi Né ici de Doc Gynéco)
  - Julien Clerc feat. Doc Gynéco & Tonton David - Mélissa (reprise en concert sur l'album de Julien Clerc, Le 4 octobre)
  - Ärsenik feat. Doc Gynéco - Affaire de famille (sur l'album Quelques gouttes suffisent... d'Ärsenik)
- 1998
  - Doc Gyneco feat. Laurent Voulzy & Yannick Noah - Né ici (reprise en concert sur la compilation des Enfoirés, Enfoirés en cœur)
  - Stomy Bugsy feat. Doc Gynéco - Oye Sapapaya (sur l'album de Stomy Bugsy, Quelques balles de plus pour... le calibre qu'il te faut)
- 1999
  - Djamatik feat. Doc Gynéco - Laisse-moi chanter (sur l'album Djamatik Connections)
  - Pit Baccardi feat. Doc Gynéco - On lâchera pas L'affaire (sur l'album Pit Baccardi)
  - Doc Gynéco & Assia - Mauvais garçon (sur la compilation Indigo - Version R&B)
- 2000
  - Doc Gynéco feat. Dr. Dre - ? (titre non distribué et resté inédit)
- 2001
  - RZA feat. Doc Gynéco & Cilvaringz - Cousin'  (version d'origine, différente de celle sur Quality Street présent sur l'album de RZA sous Bobby Digital, Digital Bullet)
- 2002
  - Doc Gyneco - Fais ce que tu veux (sur la B.O. du film Le Boulet)
  - Doc Gyneco & Stomy Bugsy - BugsDoc 18 (sur la mixtape Explicit Dix-Huit)
  - Doc Gyneco - C'est Non ! (diffusé gratuitement sur le site internet officiel de Doc Gynéco entre les deux tours des élections présidentielles de 2002)
  - Lord Kossity feat. Doc Gynéco - Gunshot (sur l'album Koss City de Lord Kossity)
- 2003
  - Doc Gyneco feat. Jeff Joseph - Du Spy Dans L'air (sur la bande originale du film Taxi 3)
  - Laurent Voulzy feat. Doc Gynéco - Radio Pfff (sur l'album Sol En Cirque)
  - Doc Gyneco - Taxi (enregistré pour la B.O. du film Taxi 3, mais disponible sur la compilation de Doc Gynéco Menu Best Of)
  - Doc Gynéco - Trop Belle au naturel (sur la compilation Menu Best Of de Doc Gynéco)
  - Doc Gynéco feat. Stomy Bugsy & MC Janik - Big Up (morceau inédit, sur la compilation Menu Best Of de Doc Gynéco)
- 2004
  - Doc Gynéco feat. Dimidonkya & Mamido - La Vérité (sur la compilation Dis L'Heure 2 Ragga)
  - Ministère A.M.E.R. feat. Doc Gynéco & Hamed Daye - Le Colis (diffusé gratuitement sur le site Internet officiel de Hamed Daye)
  - Ministère A.M.E.R. feat. Doc Gynéco & Hamed Daye - Plan B (sur la mixtape Los Angeles Most Wanted vol. 1 de DJ Noise)
- 2005
  - Johnny Hallyday feat. Ministère A.M.E.R. & Doc Gynéco - Le temps passe (sur l'album de Johnny Hallyday, Ma vérité)
- 2007
  - Doc Gynéco feat. Matinda - La vie est un rêve (sur le CD accompagnant le livre Les grands esprits se rencontrent)
  - Doc Gynéco - À chaque guerre sa Paix (sur le CD accompagnant le livre Les grands esprits se rencontrent)
  - Doc Gynéco feat. MC Janik & Boulet du groupe 2 Doigts - On ne chante pas pour du fric (sur le CD accompagnant le livre Les grands esprits se rencontrent)
- 2016
  - Djamatik feat. Doc Gynéco - Connections 2016 (sur l'album Djamatik Connections 2)
- 2017
  - Doc Gynéco - Le roi des animaux (sur le conte musical pour enfants L'école des fables)
  - Doc Gynéco - Peur de Manquer (sur la compilation de Y&W)
- 2018
  - Myth Syzer feat. Doc Gynéco & Clara Cappagli - La piscine (sur l'album Bisous de Myth Syzer)
- 2019
  - Doc Gynéco feat. Joachim Son-Forget - En couleurs (issu de la chaîne Youtube de Joachim Son-Forget)
  - Doc Gynéco feat. Frédéric Zeitoun - Comme tout le monde (sur l'album Duos en solitaire de Frédéric Zeitoun)
- 2020
  - Bakhaw feat. Doc Gynéco - Vida loca (sur l'album Libérez Bakhaw de Bakhaw)
- 2022
  - Rockin' Squat feat. Doc Gynéco - Retweet (sur l'EP PP+ de Rockin' Squat)

### Clips vidéo
| Année | Titre                                 | Réalisateur                                          | Album                                                  |
| ----- | ------------------------------------- | ---------------------------------------------------- | ------------------------------------------------------ |
| 1991  | Traîtres (figuration)                 | François Bergeron (clip réalisé par M6 pour RapLine) | Pourquoi tant de haine (de Ministère A.M.E.R.)         |
| 1996  | Viens voir le docteur                 | Maï Lucas                                            | Première consultation                                  |
| 1996  | Nirvana                               | —                                                    | Première consultation                                  |
| 1996  | Né ici                                | Jean-Claude Barny                                    | Première consultation                                  |
| 1997  | Né ici rue case nègres                | Jean-Claude Barny                                    | (issu du single Né ici de Première consultation)       |
| 1998  | Affaire de famille                    | —                                                    | Quelques gouttes suffisent (de Arsenik)                |
| 1998  | L'homme qui ne valait pas 10 centimes | —                                                    | Liaisons dangereuses                                   |
| 1998  | C'est beau la vie                     | Bob Swaim                                            | Liaisons dangereuses                                   |
| 1999  | La Playa (figuration)                 | —                                                    | Tout saigne (de La Clinique)                           |
| 1999  | Mauvais garçon                        | —                                                    | Indigo (compilation)                                   |
| 2001  | Caramel                               | —                                                    | Quality Street                                         |
| 2001  | Souveraine                            | —                                                    | Quality Street                                         |
| 2002  | Fonky Maxime                          | —                                                    | Solitaire                                              |
| 2002  | Frotti-Frotta                         | —                                                    | Solitaire                                              |
| 2002  | Fais ce que tu veux                   | —                                                    | (clip issu de la B.O. du film Le Boulet)               |
| 2003  | Taxi                                  | —                                                    | Menu Best-of                                           |
| 2005  | Donne-moi un SMIC                     | —                                                    | Doc Gynéco enregistre au quartier                      |
| 2006  | La Party                              | —                                                    | Un homme nature                                        |
| 2006  | Le temps passe                        | Passi                                                | Ma vérité (de Johnny Hallyday)                         |
| 2008  | À cœur ouvert                         | Najar & Perrot                                       | Peace Maker                                            |
| 2018  | France                                | Ady & Matt                                           | 1.000%                                                 |
| 2018  | Obscurité                             | Off Productions                                      | 1.000%                                                 |
| 2018  | La piscine                            | Camille Petit                                        | Bisous (de Myth Syzer)                                 |
| 2019  | En couleurs                           | Jonathan Teboul (Nonstoprod)                         | (clip issu de la chaîne Youtube de Joachim Son-Forget) |
| 2020  | Vida loca                             | La Cerise                                            | Libérez Bakhaw (de Bakhaw)                             |
| 2023  | Prince charmant                       | Sylvain Tardiveau                                    | —                                                      |
| 2024  | Ça colle aux doigts                   | Sylvain Tardiveau                                    | —                                                      |
| 2024  | Sunshine                              | Noé Bahurel                                          | —                                                      |

## Tournées
| Dates et année(s)                 | Nom                        | Nombre de concerts | Album soutenu                                    |
| --------------------------------- | -------------------------- | ------------------ | ------------------------------------------------ |
| 15 avril 2016 - 20 décembre 2016, | Première consultation Tour | 37                 | Première consultation (Édition 20e anniversaire) |
| 26 avril 2018 - 27 mai 2018       | Secteur Ä en concert       | 10                 | Tournée événement                                |

Lors de ses performances en concert, il est accompagné de Boozoo, désormais connu sous le nom de Bakhaw, rappeur et ami de longue date de Doc Gynéco, qui occupe le rôle de backeur sur scène depuis 2003. Leur rencontre remonte à 1996, lorsque Bakhaw, fan de Gynéco, lui demanda un autographe dans le bus, à Porte de la Chapelle. Depuis 2016, ils sont également rejoints par le rappeur Papillon, ancien membre du groupe La Clinique.

## Distinctions

### Victoires de la musique
| Année | Travail nommé                | Catégorie                  | Résultat   |
| ----- | ---------------------------- | -------------------------- | ---------- |
| 1998  | Première consultation (1996) | Révélation de l'année      | Nomination |
| 2000  | Liaisons dangereuses (1998)  | Album Rap/Reggae ou Groove | Nomination |
| 2003  | Solitaire (2002)             | Meilleur album Rap/Hip Hop | Lauréat    |

### NRJ Music Awards
| Année | Travail nommé     | Catégorie                               | Résultat   |
| ----- | ----------------- | --------------------------------------- | ---------- |
| 2000  | Lui-même          | Artiste masculin francophone de l'année | Nomination |
| 2003  | www.docgyneco.net | Site internet musical                   | Nomination |

### Certifications

#### Albums solo
| Titre                                                             | Détails de l'album                                                                                         | Meilleure position | Meilleure position | Meilleure position | Meilleure position | Ventes certifiées | Ventes totales | Certifications         |
| Titre                                                             | Détails de l'album                                                                                         | FR                 | BEL (FR)           | BEL (NL)           | SUI                | Ventes certifiées | Ventes totales | Certifications         |
| ----------------------------------------------------------------- | --- | ------------------ | ------------------ | ------------------ | ------------------ | ----------------- | -------------- | ---------------------- |
| Première consultation                                             | - Sortie : 15 avril 1996 - Label : Virgin France, Parlophone - Format : CD, cassette audio, vinyle         | 2                  | 23                 | —                  | —                  | 750 000           | 1 000 000      | - France : 2 × Platine |
| Liaisons dangereuses                                              | - Sortie : 1er décembre 1998 - Label : Virgin Rue, Doc Communication - Format : CD, cassette audio, vinyle | 5                  | 12                 | —                  | —                  | 250 000           | 250 000        | - France : 2 × Or      |
| « — » indique que l'album n'est pas sorti ou classé dans le pays. | |                    |                    |                    |                    |                   |                |                        |

#### Album collaboratif
| Titre                                                             | Détails de l'album                                                                                  | Meilleure position | Meilleure position | Meilleure position | Meilleure position | Ventes  | Certifications    |
| Titre                                                             | Détails de l'album                                                                                  | FR                 | BEL (FR)           | BEL (NL)           | SUI                | Ventes  | Certifications    |
| ----------------------------------------------------------------- | --------------------------------------------------------------------------------------------------- | ------------------ | ------------------ | ------------------ | ------------------ | ------- | ----------------- |
| Le Secteur Ä - Live à l'Olympia                                   | - Sortie : 5 juillet 1998 - Label : Virgin France, Parlophone - Format : CD, cassette audio, vinyle | 17                 | —                  | —                  | —                  | 200 000 | - France : 2 × Or |
| « — » indique que l'album n'est pas sorti ou classé dans le pays. | |                    |                    |                    |                    |         |                   |

#### Single solo
| Année                                                               | Single          | Classement des ventes | Classement des ventes | Classement des ventes | Classement des ventes | Ventes  | Certifications    | Album                 |
| Année                                                               | Single          | FR                    | BEL (FR)              | BEL (NL)              | SUI                   | Ventes  | Certifications    | Album                 |
| ------------------------------------------------------------------- | --------------- | --------------------- | --------------------- | --------------------- | --------------------- | ------- | ----------------- | --------------------- |
| 1997                                                                | Ma salope à moi | 19                    | —                     | —                     | —                     | 100 000 | - France : Argent | Première consultation |
| « — » indique que le single n'est pas sorti ou classé dans le pays. |                 |                       |                       |                       |                       |         |                   |                       |

#### Single produit
| Année                                                               | Single                 | Classement des ventes | Classement des ventes | Classement des ventes | Classement des ventes | Ventes  | Certifications    | Album       |
| Année                                                               | Single                 | FR                    | BEL (FR)              | BEL (NL)              | SUI                   | Ventes  | Certifications    | Album       |
| ------------------------------------------------------------------- | ---------------------- | --------------------- | --------------------- | --------------------- | --------------------- | ------- | ----------------- | ----------- |
| 1999                                                                | La Playa (La Clinique) | 7                     | —                     | —                     | —                     | 100 000 | - France : Argent | Tout saigne |
| « — » indique que le single n'est pas sorti ou classé dans le pays. |                        |                       |                       |                       |                       |         |                   |             |

## Filmographie

### Cinéma
- 2003 : Gomez et Tavarès : réalisé par Gilles Paquet-Brenner.
- 2003 : Le Fleuve : réalisé par Mama Keïta.

### Série télévisée
- 2001 : Un gars, une fille : en tant qu'invité (France 2).
- 2007 : Ali Baba et les 40 voleurs : réalisé par Pierre Aknine (TF1).

### Documentaires
- 2003 : Stomy Bugsy : Itinéraire d'un Enfant du Rap (France 5).
- 2003 : Passi : 30 Ans Chrono : réalisé par Passi Balende.
- 2018 : Secteur Ä : réalisé par Marvyn Saint-Luce.
- 2019 : French Game (Arte).

### DVD
- 1999 : Le Secteur Ä : Live à l'Olympia : réalisé par Sârcelite Image.
- 2006 : In Bed with Doc Gynéco : comédie réalisée par François Regis pour DVD Production de Marc Dorcel.

### Publicité
- 2006 : Virgin Mobile : réalisé par Eric Toledano et Olivier Nakache via l'Agence Hémisphère Droit[114].

## Télévision

### Candidat
- 2003 : Nice People (TF1)
- 2004 : Ma nounou est une célébrité (M6)
- 2009 : Next Made In France (Virgin 17)

### Animation
- 2006 : Cérémonie des Grammy Awards : coanimée avec Virginie Efira (W9)

### Chroniqueur
- 2001-2002 : On ne peut pas plaire à tout le monde (France 3)
- 2014 : Ça fait débat (Numéro 23 et Télé Sud)
- 2018-2019 : Balance ton post ! (C8)
- 2019 : Touche pas à mon poste ! (C8)

## Radio

### Animation
- 1996 : Radio Gynéco (Skyrock)

## Théâtre
- 2009 : Le Siècle sera Féminin ou ne sera pas, écrit et mise en scène par Dominique Coubes et Nathalie Vierne, Théâtre du Gymnase Marie-Bell.